# AdwCleaner
AdwCleaner est un logiciel gratuit qui permet de détecter et de nettoyer des logiciels indésirables comme les programmes publicitaires ou publiciels (adwares), les barres d'outils de navigateur internet (toolbars), les programmes qui détournent la page de démarrage du navigateur internet (browser hijackers) et les programmes potentiellement indésirables (potentially unwanted program, ou PUP en anglais).

## Historique
AdwCleaner est créé en août 2011 par Xplode, un jeune étudiant français passionné d'informatique et de nouvelles technologies. Ce dernier continue le développement de ce logiciel durant ses études universitaires.
En juillet 2016, pour diverses raisons, AdwCleaner est cédé aux fondateurs de la plateforme ToolsLib, Jérôme Boursier et Corentin Chepeau.
Le 19 octobre 2016, AdwCleaner est racheté par Malwarebytes et devient Malwarebytes AdwCleaner.

## Description
Il est disponible pour les versions 32 et 64-bit du système d'exploitation Windows.
Il est uniquement disponible au téléchargement sur la plateforme ToolsLib et en miroir sur Bleeping Computer.
Le programme ne requiert pas d'installation : il suffit de le télécharger et de l'exécuter.
Il prend en charge les navigateurs Google Chrome, Mozilla Firefox et leurs dérivés, ainsi que Internet Explorer, Opera et Vivaldi.
L'interface d'AdwCleaner est constituée de trois boutons: Scanner, Nettoyer et Rapport ainsi que de quatre menus : Fichier, Outils, Langue et Aide.
Une fois l'analyse effectuée, les résultats sont affichés via :
- le bouton Rapport, dans un journal qui s'ouvre dans le bloc-notes de Windows ;
- une série d'onglets intitulés Services, Dossiers, Fichiers, DLL, WMI, Raccourcis, Tâches planifiées, Registre, Internet Explorer, Firefox et Chrome.

Les éléments détectés sont tous cochés par défaut mais l'utilisateur peut décocher ceux qu'il ne veut pas désinstaller.
Le nettoyage du PC via le bouton Nettoyer est suivi automatiquement d'un redémarrage du PC, après quoi le logiciel rappelle à l'utilisateur qu'il est, par son comportement sur internet, le responsable de l'installation de ces logiciels indésirables.
AdwCleaner est disponible dans plus de 21 langues.

## AdwCleaner et Avira
L'extension de navigateur « Protection Web Avira » (Avira Webguard) utilise la barre d'outils Ask.com qui est souvent considérée comme un « PUP » (Potentially Unwanted Program). La barre d'outils Ask.com est effectivement considérée comme telle par AdwCleaner et son élimination par celui-ci désactive l'extension « Protection Web Avira » (qui peut cependant être très facilement réactivée par le biais de l'icône Avira dans la zone de notification).